# 内ケ島町
内ケ島町（うちがしまちょう）は、群馬県太田市にある地名（町丁）。郵便番号は373-0813。

## 概要
九合地区にある町丁。

## 地理

### 近隣町丁
- 新島町
- 小舞木町
- 飯塚町
- 朝日町
- 龍舞町
- 下小林町
- 東長岡町

## 世帯数と人口
2022年（令和4年）3月31日現在の世帯数と人口は以下の通りである。
| 町丁     | 世帯数   | 人口   |
| -------- | -------- | ------ |
| 内ケ島町 | 2431世帯 | 5162人 |

## 小・中学校の学区
市立小・中学校に通う場合、学区は以下の通りとなる。
| 番地                                             | 小学校             | 中学校           |
| ------------------------------------------------ | ------------------ | ---------------- |
| 内ケ島町の一部(県道竜舞鳥山線以南)               | 太田市立九合小学校 | 太田市立東中学校 |
| 内ケ島町の一部(県道竜舞鳥山線以北)、内ケ島町目塚 | 太田市立中央小学校 | 太田市立東中学校 |

## 交通

### 鉄道
中央に東武小泉線が通っている。町内に鉄道駅はない。

### 道路
- 群馬県道2号前橋館林線
- 群馬県道323号鳥山竜舞線

## 施設
- セブンイレブン太田内ケ島店